# Skowieszyn

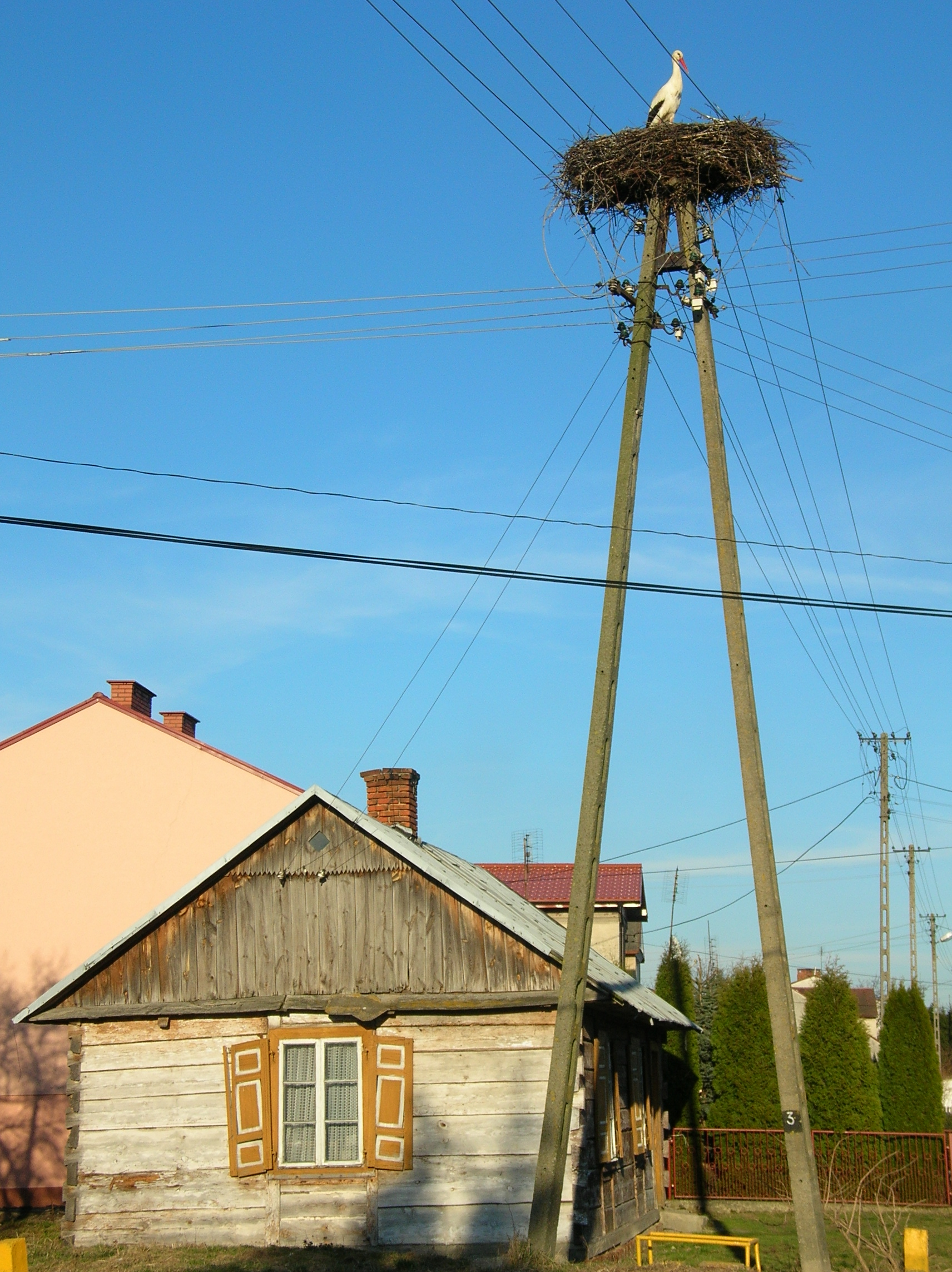
Stara chata i gniazdo bocianie

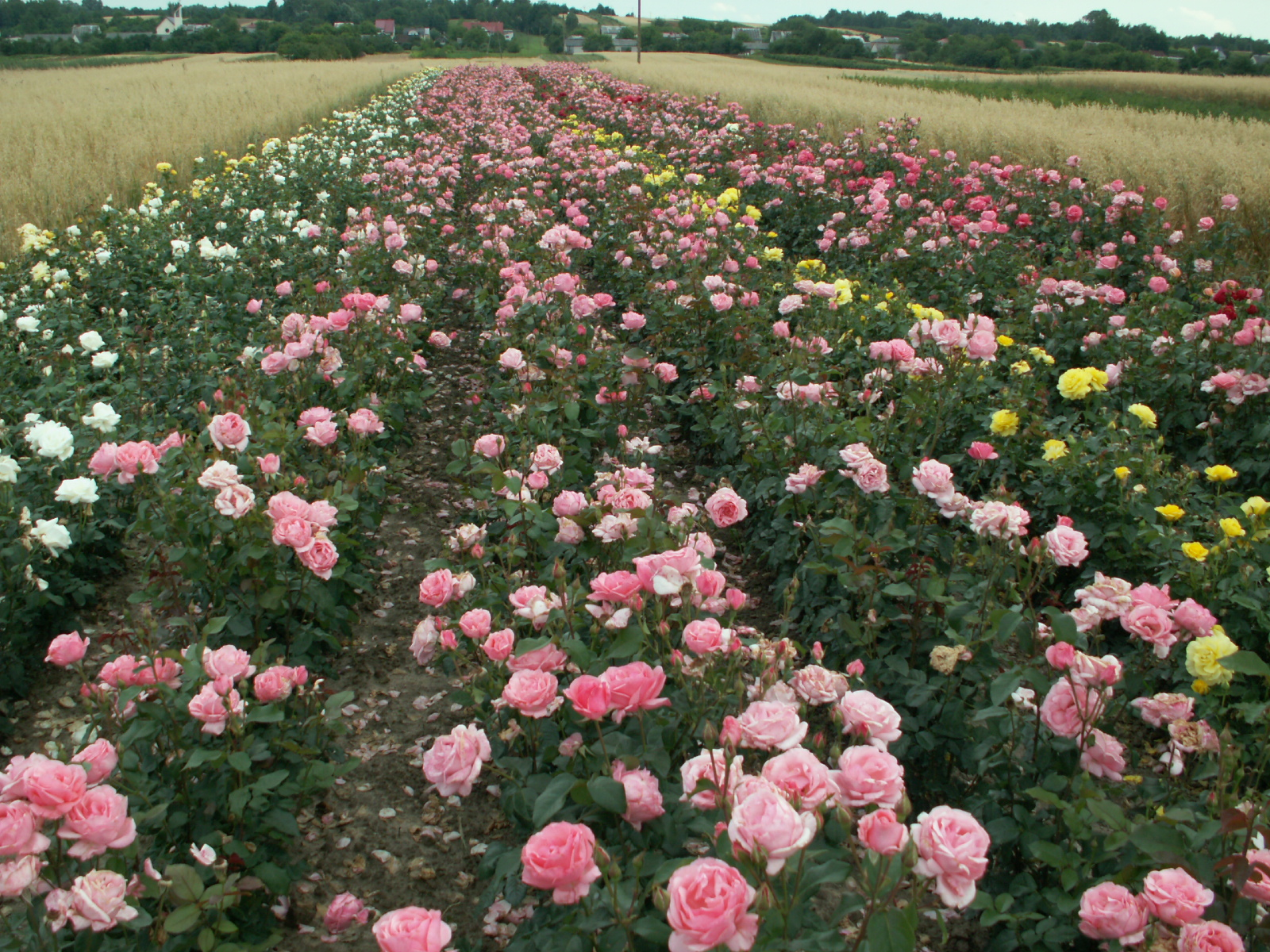
Plantacja róż

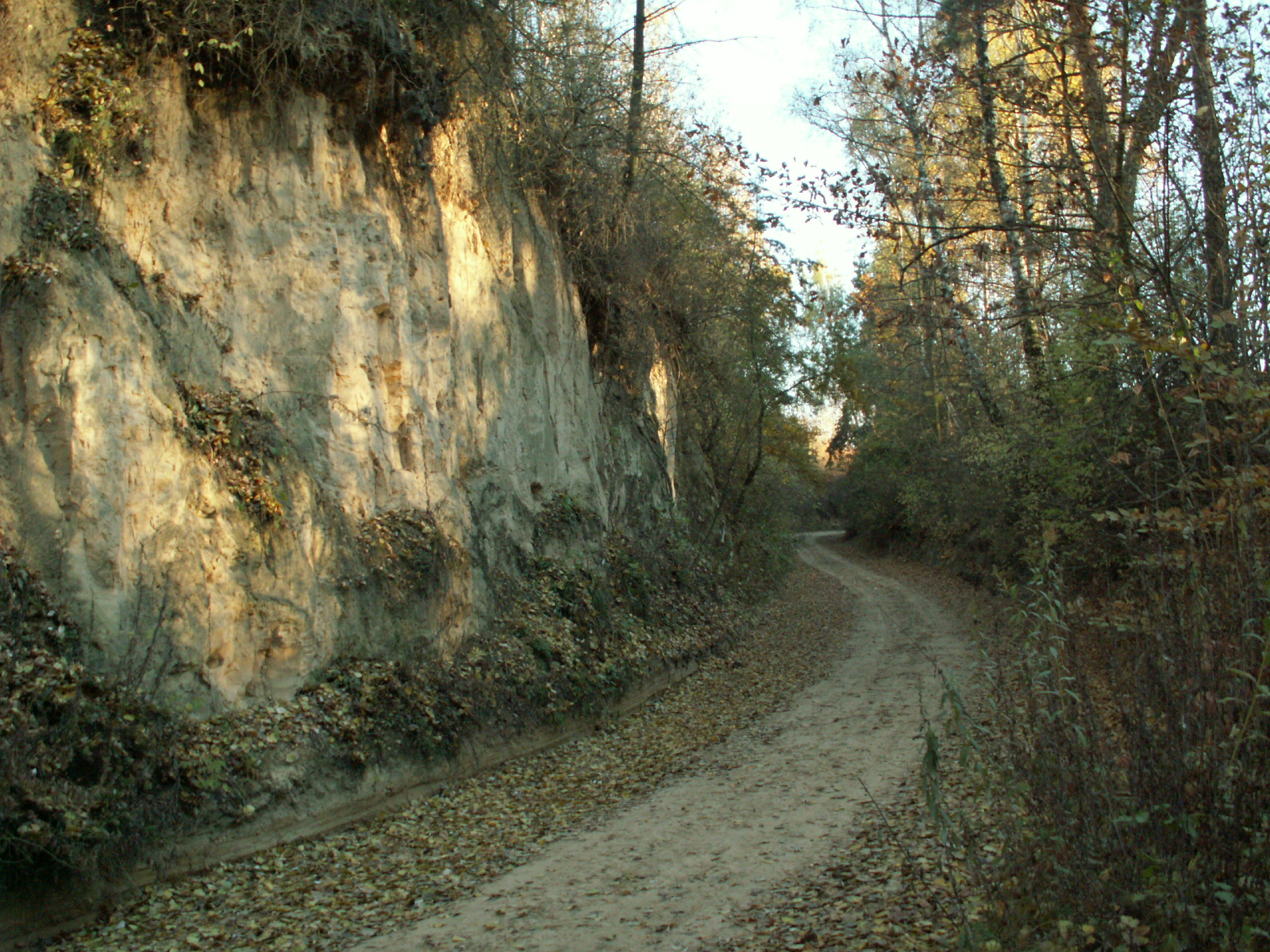
Wąwozy lessowe

Skowieszyn – wieś w Polsce położona w województwie lubelskim, w powiecie puławskim, w gminie Końskowola. Leży 2 km od Puław.
| SIMC    | Nazwa | Rodzaj    |
| ------- | ----- | --------- |
| 1023701 | Płósy | część wsi |

Wieś stanowi sołectwo gminy Końskowola. Według Narodowego Spisu Powszechnego z roku 2011 wieś liczyła 727 mieszkańców.
Skowieszyn posiada zwartą zabudowę, która rozciągnięta jest na długości ok. 3 km wzdłuż północno-zachodniej krawędzi Płaskowyżu Nałęczowskiego. Wieś należy do „zagłębia różanego”, podstawą uprawy roślinnej są róże.
Na szczególną uwagę zasługują tereny położone w południowej części wsi na Płaskowyżu Nałęczowskim, pocięte gęsto wąwozami i porośnięte roślinnością leśną, zajmujące powierzchnię 170 ha. Obszar lasu w trójkącie Skowieszyn – Parchatka – Kolonia Zbędowice posiada największe w Polsce zagęszczenie wąwozów lessowych w przeliczeniu na 1km². Warstwa lessu na tym terenie sięga do głębokości 30 m. Spacer wąwozami, od których odchodzi duża liczba rozgałęzień – odnóg, dla niezorientowanego w terenie sprawia wrażenie labiryntu.
W Skowieszynie jest remiza strażacka, dwa sklepy spożywcze oraz kościół wybudowany w latach 1983–1988 poświęcony Matce Bożej Miłosierdzia. Wieś posiada także wodociąg, gaz oraz internet i telefon. W zabudowie wsi na uwagę zasługują: dwa ponad 100-letnie domy mieszkalne i stylowa kapliczka Matki Bożej.

## Historia
Pierwsze wzmianki o wsi Skowieszyn pochodzą z roku 1409, natomiast badania archeologiczne wykazują, że zwarta zabudowa istniała już w XIII wieku. Według XV-wiecznego historyka Jana Długosza w Skowieszynie znajdował się kościół parafialny pod wezwaniem Jana Chrzciciela, do którego należała Wietrzna Góra – późniejsze miasto Kazimierz Dolny. Na terenach należących do wsi odnajdywane są także ślady osadnictwa z epoki neolitu.
Nazwy wsi:
- w 1409 Cowessin
- w 1418 Cowessino
- w 1443 Skoveszin
- w 1470–1480 Sobielszycze alias Skowyeszyn

W 1409 roku stanowiła własność szlachecką członków rodu herbu Rawa (Rawicz). Prawie przez sto lat wieś była w posiadaniu prastarego rodu Skowieskich herbu Rawa. W następnych wiekach Skowieszyn wraz z dobrami końskowolskimi przechodziła w ręce różnych rodów magnackich. Kolejno była własnością Konińskich, Tęczyńskich, Zbaraskich, a następnie potężnych rodów Opalińskich, Lubomirskich, Sieniawskich i w końcu Czartoryskich.
Wieś szlachecka położona była w drugiej połowie XVI wieku w powiecie lubelskim województwa lubelskiego.
Wieś wraz z folwarkiem wchodziła w 1662 roku w skład majętności końskowolskiej Łukasza Opalińskiego.
Przed wybuchem powstania listopadowego funkcjonowała w Skowieszynie szkółka elementarna założona przez Izabellę Czartoryską.
Po uwłaszczeniu chłopów w 1864 roku utworzonych zostało 45 gospodarstw, średnio 18-22 mórg. W okresie II wojny światowej w dołach i wąwozach ukrywało się przed okupantem wielu „spalonych” ludzi. W odwecie za udzielenie pomocy ludziom z lasu 20 października 1943 roku Niemcy aresztowali 7 mieszkańców – wszyscy zginęli. 5 kwietnia 1944 roku na terenie wsi rozegrał się finał akcji partyzantów z oddziału AK „Hektora”, którzy przybyli do wsi po dokonaniu napadu na spółdzielnię „Pomoc” w Puławach. W wyniku obławy żandarmerii dwóch partyzantów poległo.
W latach 1975–1998 miejscowość administracyjnie należała do ówczesnego województwa lubelskiego.
W Skowieszynie urodził się misjonarz Stefan Koza, który 47 lat spędził na misjach w Japonii (Nagasaki, Tokio, Nigawa, Wyspa Iki), był m.in. promotorem do spraw związanych z beatyfikacją Ojca Maksymiliana Kolbe na Japonię.
Wiele nazwisk mieszkańców zapisanych w księgach parafialnych z XVII wieku utrzymało się we wsi do dzisiaj (Capała, Spóz, Zuchniarz, Kruk, Łucjanek, Pawłowski).